# Ескалон (град, Калифорния)
Ескалон (на английски: Escalon) е град в окръг Сан Уакин, щата Калифорния, САЩ. Ескалон е с население от 7257 жители (2008) и обща площ от 5,3 km². Намира се на 36 m надморска височина. ЗИП кодовете му са 95320, а телефонният му код е 209.